# 根方軌道

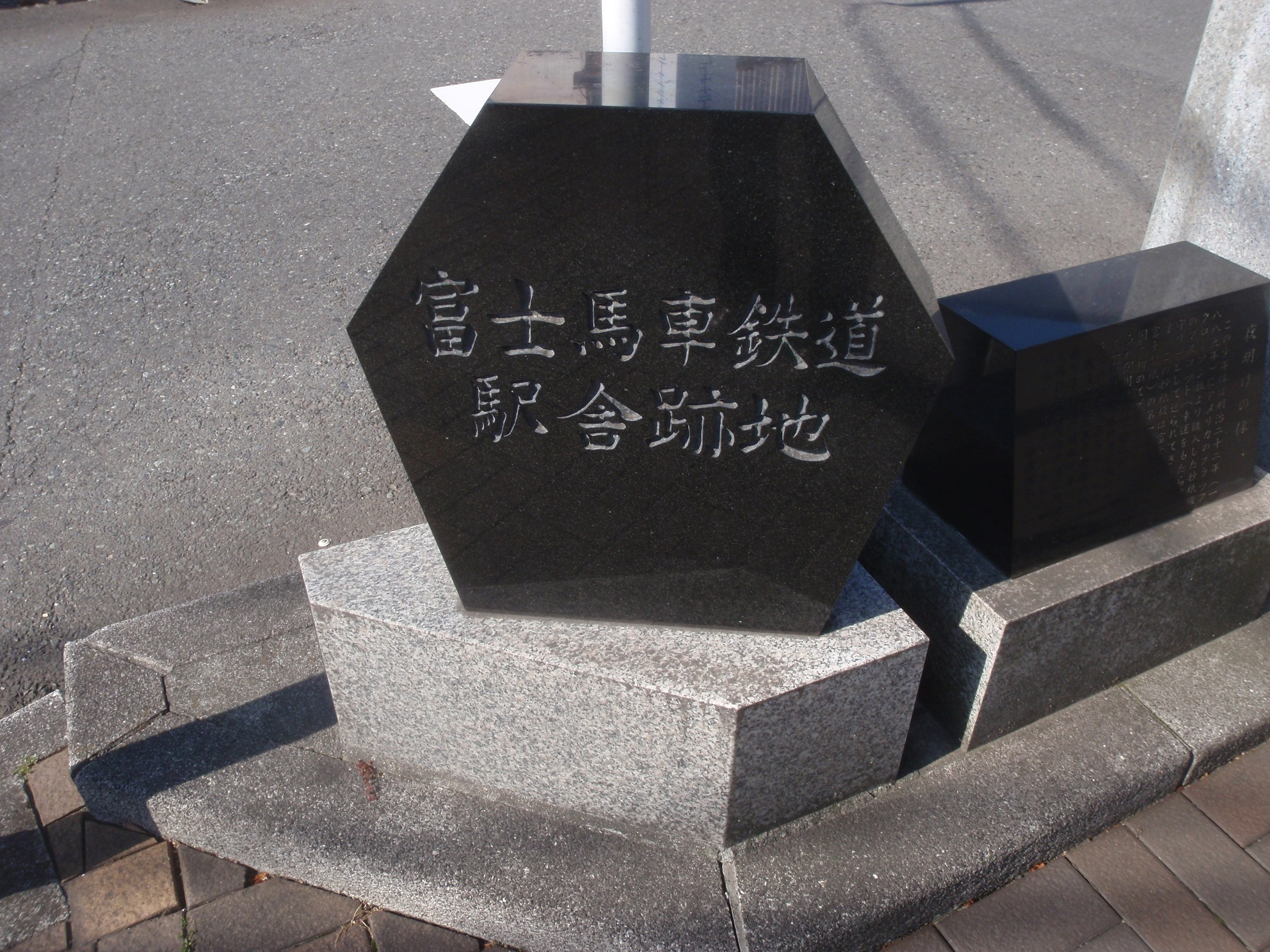
富士馬車鉄道駅舎跡地の碑 (富士市鷹岡本町)

根方軌道（ねかたきどう） は、19世紀末から20世紀初頭にかけて、静岡県に存在した営業用の馬車鉄道である。

## 概要
日本で6番目の馬車鉄道であり、静岡県最初の私設鉄道である富士馬車鉄道（初代）は、官設鉄道東海道線の鈴川停車場から吉原宿を通過し、入山瀬に1889年に建設された富士製紙の工場付近を経て、大宮駅（現在の富士宮市市役所近傍）に至る14.1kmを1890年6月26日に開業した。会社の所在地は大宮町であり、開業時の運賃は片道1区あたり大人2銭で、全線は5区に分けられていた。富士馬車鉄道の軌間は609mm、使用レールは12ポンドのものであった。駅には「すれ合い」と呼ばれる列車交換の設備が設けられたが、駅ではないところからも乗車できたという。
馭者は別当（べっとう）と呼ばれ、黒ラシャに金ボタンの制服と、つば付きの黒い帽子を身にまとっていたという。鈴川から旧吉原宿付近までは東海道を軌道敷として用い、吉原宿から大宮までは、新たに開通した幅員10mの道路である大宮街道の上に、線路を道路の北に寄せて敷設された。1908年には富士馬車鉄道は富士鉄道に改称された。1910年には途中の長沢から東海道線の富士停車場までの支線が設けられた。1頭だての客車の定員はたいがい12人であった。貨車も有していたほか、鈴川と大宮の間では郵便輸送を受け持っていた。
1911年の時刻表によると、運転系統は松山町（大宮町内）と鈴川の間、松山町と富士との間の2つとなっており、列車はそれぞれ15往復設定されていた。所要時間は鈴川と長沢の間が約50分、富士と長沢の間は約24分であり、長沢から松山町までが約74分なのに対して反対方向の松山町から長沢までは最短で60分となっていた。同時刻表によると、駅は鈴川、依田橋、新橋、吉原、三日市場、伝法、長沢、入山瀬、鷹岡、天間、二号、源道寺、東新町、神田町、松山町のほか、長沢から分岐する支線には堀下、国久、富士が置かれていた。
1912年に、富士と甲府の間の鉄道敷設を企図する富士身延鉄道に、富士鉄道の全線が買収された。1913年には、富士身延鉄道の富士駅と大宮町駅との間の1067mm軌間の路線が開業し、並行する馬車鉄道の大半は廃止となった。馬車鉄道として残った区間のうち、鈴川と久沢（久沢は入山瀬付近と推定される）の間は、1918年に吉原町東本町から須津村中里までの軌道新設をもくろみ富士郡今泉村の岳南製紙株式会社の関係者により興された、根方軌道に譲渡された。
根方軌道では、動力は引き続き馬によっていたが、日本で最初にガソリンカーを旅客営業鉄道で走らせた好間軌道よりも前に試用　されたことがあったともいわれている。1923年度末の根方軌道の車両数は、客車12両、貨車5両であった。根方軌道の路線は、1924年に廃止になった。なお、富士身延鉄道が引き続き保有していた大宮町内の馬車鉄道路線は、1926年に廃止されたほか、一部が富士軌道に譲渡された。

## 歴史
- 1890年（明治23年）1月5日 着工
- 1890年（明治23年）6月26日 鈴川 -  大宮 14.1km 開業
- 1908年（明治41年）10月22日 富士鉄道に改称
- 1910年（明治43年）4月17日 富士鉄道 富士 - 長沢 3.2km 開業
- 1912年（明治45年） 富士鉄道は富士身延鉄道に買収される
- 1913年（大正2年） 7月20日 蒸気鉄道である富士身延鉄道の富士 - 大宮町が開通し、並行する馬車鉄道の一部が廃止となる
- 1918年（大正7年）9月14日 富士身延鉄道（鈴川 - 久沢間 7.7km）の軌道敷設特許権を根方軌道に対し譲渡許可[12]
- 1919年（大正8年）11月5日 軌道特許状下付（富士郡吉原町-同郡那津村間）[13]
- 1924年（大正13年）7月6日 根方軌道 廃止

## 輸送・収支実績
| 年度 | 輸送人員（人） | 貨物量（トン） | 営業収入（円） | 営業費（円） | 営業益金（円） | その他益金（円） | その他損金（円） | 客車 | 貨車 | 距離（哩） | 社名     |
| ---- | -------------- | -------------- | -------------- | ------------ | -------------- | ---------------- | ---------------- | ---- | ---- | ---------- | -------- |
| 1908 | 358,222        | 91,882         | 96,079         | 87,611       | 8,468          |                  |                  | 17   | 80   | 8.78       | 富士鉄道 |
| 1909 | 448,863        | 89,966         | 79,307         | 80,667       | ▲ 1,360        |                  |                  | 28   | 86   | 8.75       | 富士鉄道 |
| 1910 | 358,490        | 91,003         | 75,699         | 70,696       | 5,003          |                  | 利子1,583        | 35   | 75   | 8.38       | 富士鉄道 |
| 1911 | 359,106        | 84,899         | 81,131         | 73,638       | 7,493          |                  |                  | 35   | 76   | 10.60      | 富士鉄道 |
| 1912 | 319,332        | 73,660         | 79,445         | 76,907       | 2,538          |                  |                  | 35   | 76   | 10.75      | 富士鉄道 |
| 1913 | 217,086        | 42,600         | 47,094         | 44,758       | 2,336          |                  |                  | 14   | 15   | 3.89       | 富士身延 |
| 1914 | 127,417        |                | 9,259          | 8,959        | 300            |                  |                  | 14   | 15   | 4.13       | 富士身延 |
| 1915 | 133,665        |                | 8,852          | 7,902        | 950            |                  |                  | 14   | 15   | 4.09       | 富士身延 |
| 1916 | 155,465        |                | 10,650         | 8,239        | 2,411          |                  |                  | 14   | 15   | 4.09       | 富士身延 |
| 1917 | 191,097        |                | 13,474         | 10,905       | 2,569          |                  |                  | 14   | 15   | 4.76       | 富士身延 |
| 1918 | 166,590        |                | 12,872         | 13,027       | ▲ 155          |                  |                  |      |      | 4.76       | 富士身延 |
| 1918 | 114,122        |                | 11,515         | 8,456        | 3,059          |                  |                  | 18   |      | 4.54       | 根方     |
| 1919 | 254,993        | 714            | 30,304         | 24,071       | 6,233          |                  |                  | 18   | 5    | 4.62       | 根方     |
| 1920 | 246,980        | 895            | 35,999         | 34,542       | 1,457          |                  |                  | 18   | 6    | 4.62       | 根方     |
| 1921 | 225,058        | 458            | 31,961         | 33,472       | ▲ 1,511        |                  |                  | 18   | 6    | 4.62       | 根方     |
| 1922 | 200,718        |                | 30,911         | 35,737       | ▲ 4,826        |                  |                  | 16   | 6    | 4.62       | 根方     |
| 1923 | 210,104        |                | 33,619         | 30,524       | 3,095          | 土地売却益金645  | 償却金42,957     | 12   | 5    | 4.62       | 根方     |
| 1924 | 65,512         |                | 9,467          | 6,807        | 2,660          |                  |                  |      |      | 4.62       | 根方     |

鉄道院年報、鉄道院鉄道統計資料、鉄道省鉄道統計資料各年度版より

## 関連リンク
- 日本の気動車史#ガソリンカーの出現